# Brasil nos Jogos Paralímpicos de Verão de 1992
O Brasil participou dos Jogos Paralímpicos de Verão de 1992, realizados em Barcelona, na Espanha.
Ádria Santos recebeu medalha de ouro pelos 100m rasos.